# Parornix ornatella
Parornix ornatella là một loài bướm đêm thuộc họ Gracillariidae. Loài này có ở Áo.
Ấu trùng ăn Amelanchier ovalis. Chúng ăn lá nơi chúng làm tổ.